# Saludes de Castroponce
Saludes de Castroponce es un pueblin de la provincia de León, perteneciente al municipio de Pozuelo del Páramo, en la Comunidad Autónoma de Castilla y León (España).

## Situación
El término local de Saludes de Castroponce linda con Pozuelo del Páramo al norte; con Audanzas del Valle al este (término municipal de La Antigua); con Matilla de Arzón (Zamora) en su extremo más oriental; con San Adrián del Valle y Maire de Castroponce (Zamora) al Sur; y con Altobar de la Encomienda y Alija del Infantado al oeste.
A mitad de camino, a 20 kilómetros de Benavente y 20 kilómetros de La Bañeza, antes de acceder a la localidad por la LE-411, en la N-VI está situado el Karting Castroponce donde si te gustan las carreras en kart puedes aprovechar.

## Comunicaciones
La carretera LE-411 comunica la N-VI con la CL-621 a la altura de Villamañan y es el único punto de acceso a la localidad de Saludes de Castroponce, a la entrada del pueblo esta la recién estrenada parada de autobús.

## Historia
Saludes fue muy conocida en la antigüedad por estar enclavado en un estratégico lugar; así con frecuencia como reyes, obispos o importantes personajes de reino donan, permutan y confirman privilegios y propiedades de dicho términos. En 1153 la infanta doña Elvira da a la iglesia de Astorga, las tercias de Laguna Dalga, Saludes y Conforcos. El 1 de septiembre de 1173 es la fecha de una confirmación hecha por Fernando II y su mujer doña Urraca, de donación que hizo Guterrius Moniz al convento de San Marcos de León y al prior Juan; de una heredad situada en el valle de Santa María en el lugar llamado Moralinas situada entre Audanzas y Saludes, La confirmación se hace "pro amore quem vobis habemus et pro bono servicio quod nobis fecistis".
Aunque hay otros muchos documentos referentes a Saludes no me resisto a publicar dos que figuran en la colección Salazar y que creo se refiere a dicho lugar. Uno, es una donación de doña Leonor de Guzmán madre del rey Enrique III, a la iglesia de León; de su villa y Castillo de Castroponce, con obligación de tener tres capellanías perpetuamente por su alma. Era, 1379, Año, 1341. En el Real sobre Alcalá. El otro es un privilegio del rey Enrique III, en que por una donación que su madre doña Leonor de Guzmán hijos a la iglesia de León del castillo de Castroponce, con la obligación de encomendarla a Dios, el cual tomó el rey para sí, y dio a la iglesia seis mis maravedíes de juro, con carga de dos capellanías. Era, 1413, Año 1375.

## Patrimonio
La iglesia parroquial de Saludes de Castroponce está edificada sobre los restos de un antiguo castillo del que apenas hay documentación. Manuel Gómez Moreno en el catálogo Monumental de la provincia de León hace la siguiente descripción: "Iglesia parroquial. Arco toral agudo con dobladura, sobre impostas de nácela; aparejo tosco de pizarra; puerta de arcos redondos simplemente. Capilla mayor con armadura cuadrada de par y nudillo, limabordón, con menado en sus calles, cuádrales con canes de tipo morisco antiguo, y otro en el rincón, aquillado; toda llena de pinturas góticas, groseras y con alguna reminiscencia morisca. Nave muy ancha, conservando parte de otra armadura, del mismo arte y pintada también, con castillos y leones, alternando, en los costados del almizcate. Pueden ser obra del siglo XIV, hacia su fin.

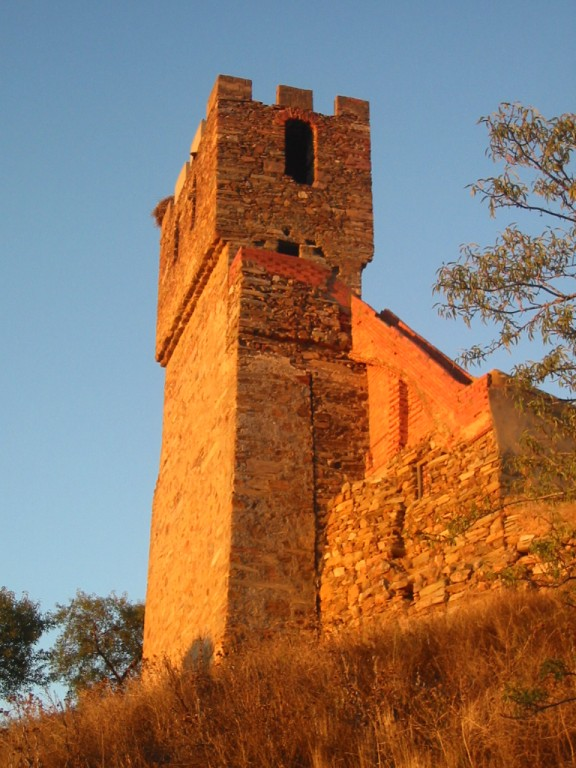

Escultura y pintura. Retablo formado con restos de otro gótico, que son 14 tablas pintadas; y un riquísimo capitel calado, cobijando su imagen principal. De dichas tablas, 6 representan a los apóstoles, hasta medio cuero, sobre fondos de oro y grabados y nimbos con sus nombres; miden 85 por 57 centímetros; las otras, que son mayores, efigian la Adoración de los Magos y escenas de pasión: son todas al óleo y de estilo flamenco; estudiados con esmero los desnudos; cabezas de realismo acentuado y tipos germánicos.